# المعائن (صبر الموادم)

تعديل مصدري - تعديل

المعائن  هي إحدى قرى مديرية صبر الموادم بمحافظة تعز اليمنية، بلغ تعداد سكانها 645 نسمة حسب التعداد السكاني في اليمن في 2004.